# Hippolyte (fils de Thésée)
Pour les articles homonymes, voir Hippolyte.
 (janvier 2015).
Dans la mythologie grecque, Hippolyte (en grec ancien Ἱππόλυτος / Hippólutos, d'ἵππος / híppos, « le cheval » et de λύειν / lúein, « délier », donc « dont les chevaux sont déliés, courent à bride abattue ») est le fils que Thésée a eu d'Antiope ou d'Hippolyte selon les versions, toutes deux étant reines des Amazones.

## Étymologie et origine du mythe

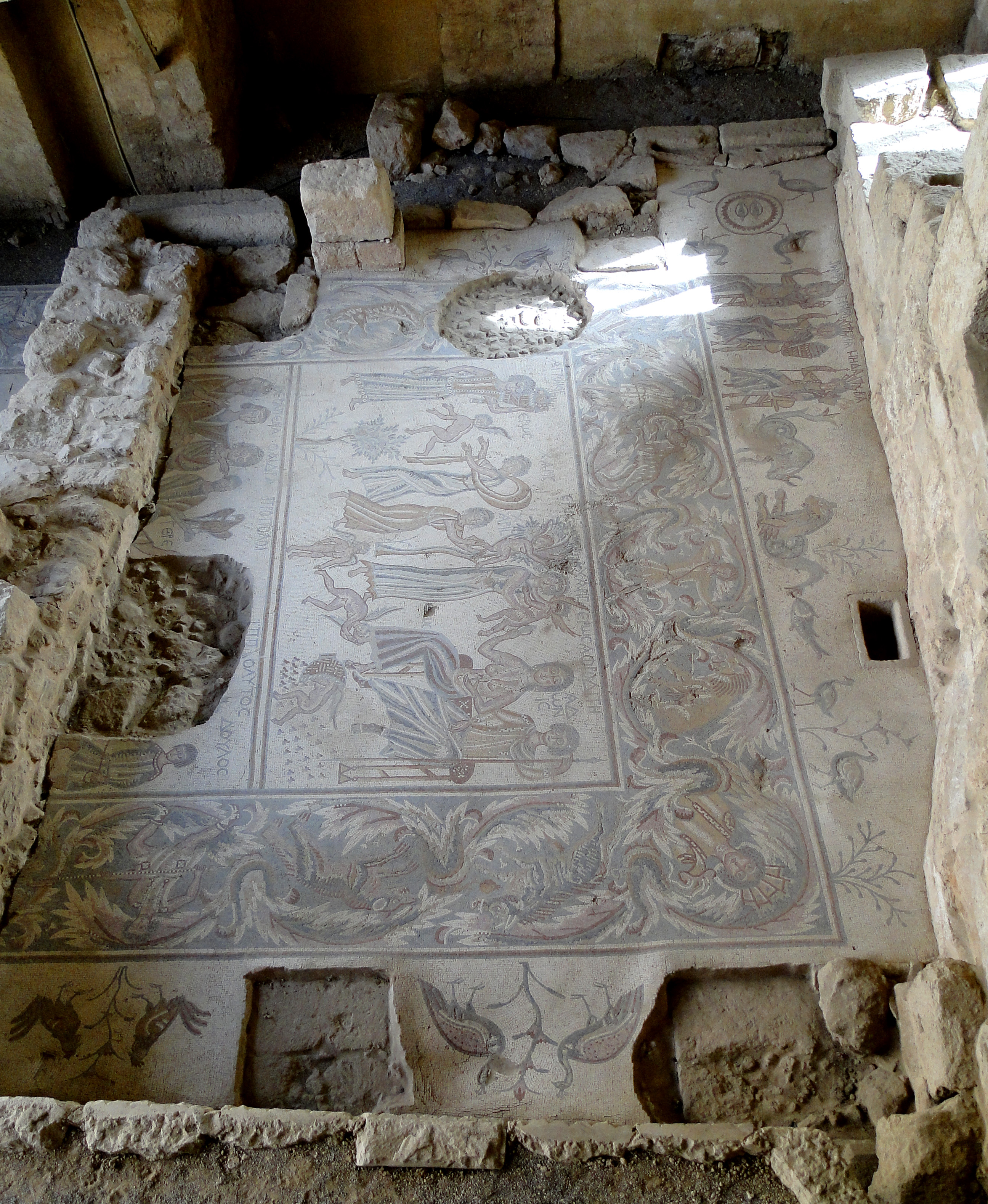
Partie supérieure de la mosaïque d'Hippolyte dans le parc archéologique de Madaba en Jordanie.

Son nom est probablement l'hypostase d'un syntagme « à l'heure où l'on dételle les chevaux », une désignation de la Lune et sa légende serait le reflet d'un ancien mythe lunaire.

## Mythologie

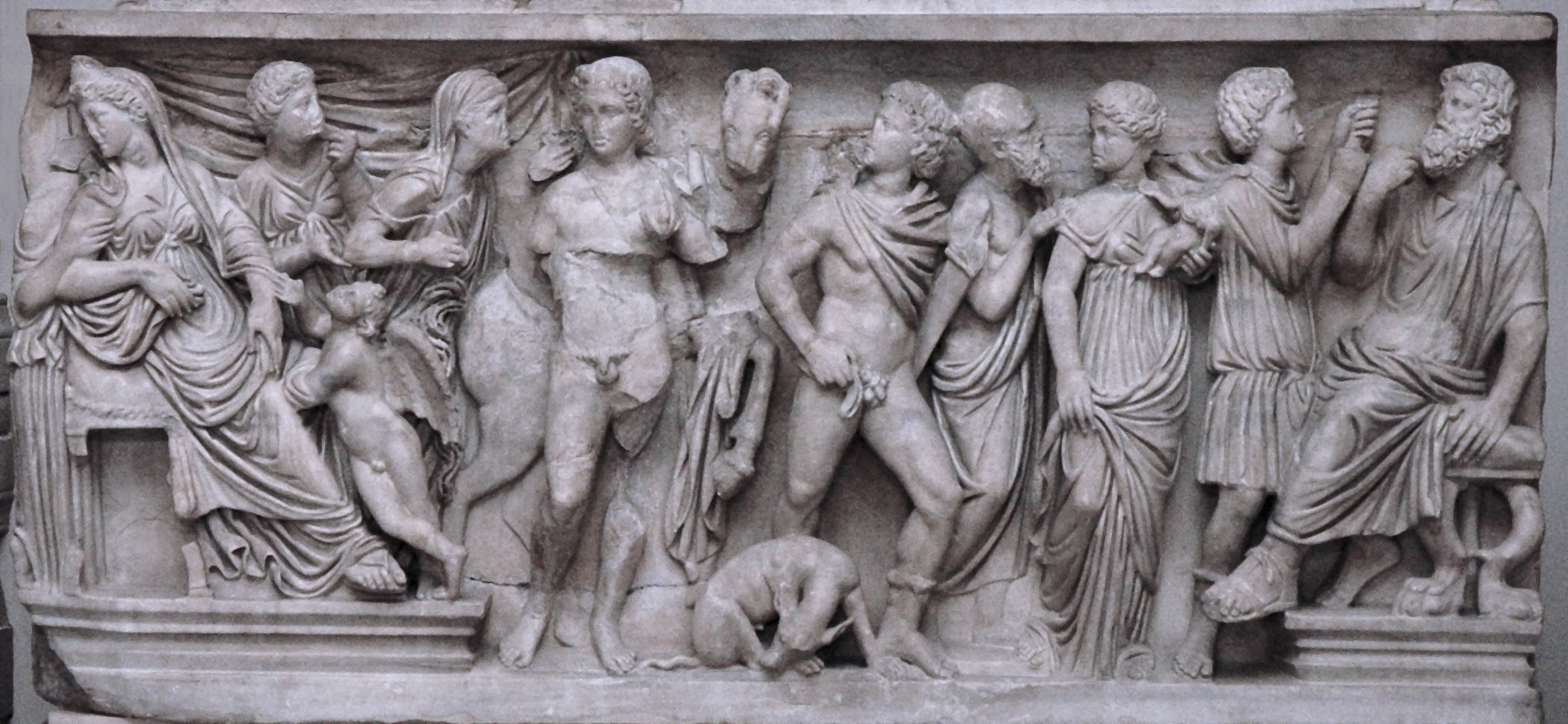
Hippolyte et Phèdre, sarcophage, v. 290.

Hippolyte est remis à sa naissance à sa grand-mère paternelle Éthra de Trézène, dont le père Pitthée, qui est reconnu pour sa sagesse, l'élève tandis que Thésée se remarie quelque temps plus tard avec Phèdre.
Hippolyte voue un culte particulier à Artémis mais Aphrodite, jalouse de cette adoration et vexée de le voir mépriser l'amour, décide de se venger : elle rend Phèdre, sa belle-mère, amoureuse de lui. Étant repoussée, Phèdre se suicide de désespoir, en laissant à son mari une lettre dans laquelle elle accuse Hippolyte de lui avoir fait violence. Selon Pierre Grimal, Phèdre, de peur qu'Hippolyte ne révèle tout à Thésée, accuse Hippolyte d'avoir essayé de la violenter et ne se tue qu'en apprenant la mort d'Hippolyte.
Thésée, prêtant foi à la révélation de Phèdre, maudit Hippolyte et le chasse de la cité. Il demande à Poséidon, qui lui doit trois vœux, de tuer son fils. Hippolyte part en exil sur son char le long de la côte de Trézène. Il voit alors sortir de l'écume blanche des flots un monstre à forme de taureau et de serpent qui affole les chevaux. Incontrôlables, ceux-ci s'emballent et traînent Hippolyte sur les rochers où il trouve la mort,,.

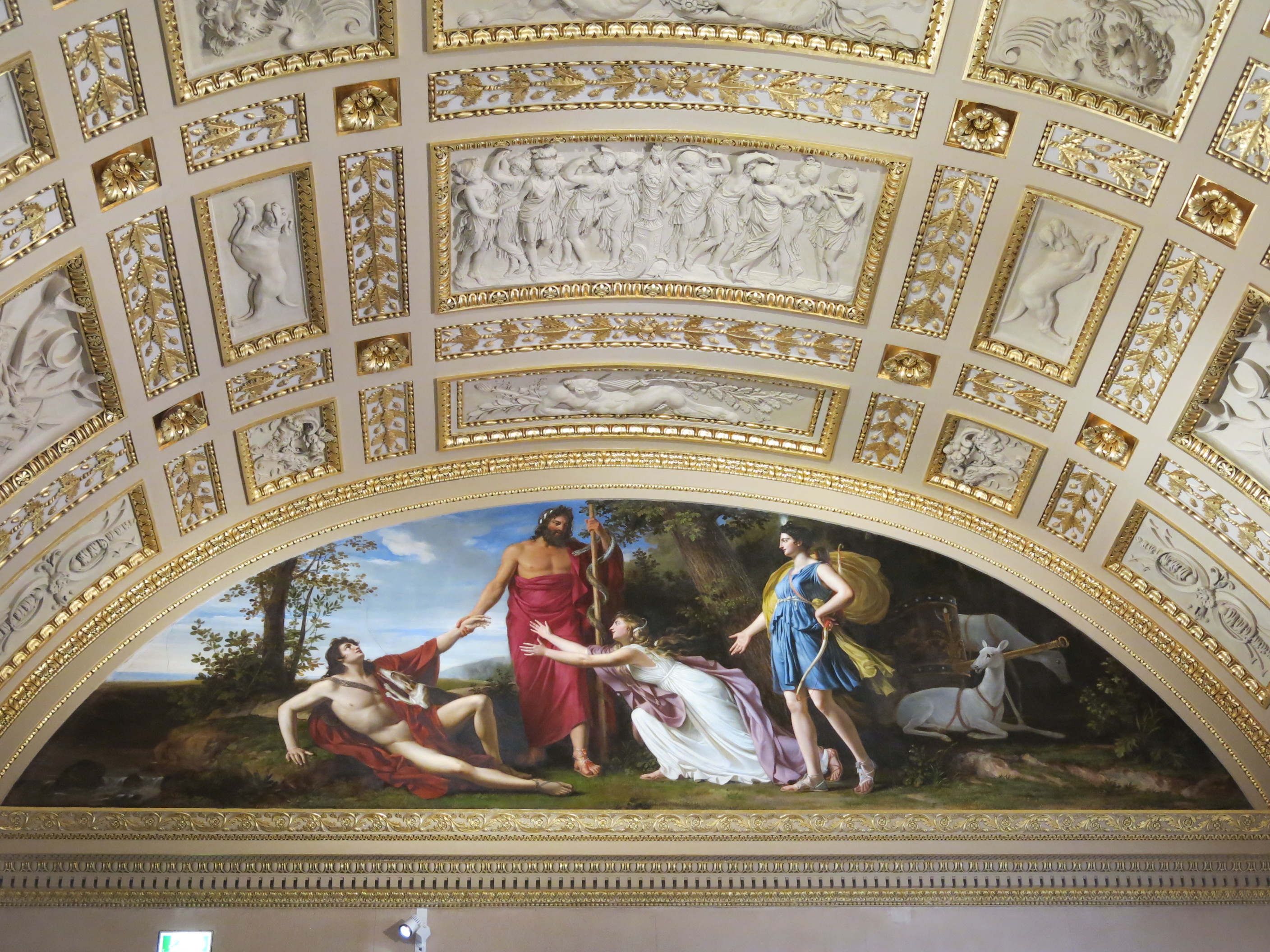
Diane rendant à Aricie Hippolyte ressuscité par Esculape.

Selon Ovide, à la demande d'Artémis, Asclépios rend la vie au jeune homme. Artémis va chercher ce dernier aux Enfers en se couvrant d'un nuage et conduit alors Hippolyte en Italie, dans son sanctuaire d'Aricie au bord du lac de Némi et change son nom en Virbius (« deux fois homme »). 
Il devient roi, dans le Latium près du lac de Némi où il institue le culte de Diane Aricine (Artémis). Selon Pierre Grimal : « Il est identifié au dieu Virbius et passe pour être le compagnon de Diane ».
Les habitants de Trézène rapportent qu'Hippolyte est devenu la constellation du Cocher. Les jeunes filles lui dédient une boucle de leur chevelure, à leur mariage. Thésée, devenu veuf, chercha une femme digne de sa naissance et choisit une fille de Zeus[réf. nécessaire].
Plusieurs auteurs comme Virgile, Philostrate, ou encore Racine évoquent un lien entre Hippolyte et Aricie.

## Hippolyte dans la culture

### Littérature
- Hippolyte et Aricie, tragédie lyrique de Jean-Philippe Rameau
- Phèdre, tragédie française de Jean Racine. La pièce s'intitulait à l'origine Phèdre et Hippolyte, mais fut modifiée par Racine en 1687 dans l'édition de ses Œuvres.
- Hippolyte, tragédie française de Robert Garnier
- L'Amour de Phèdre, de Sarah Kane

### Peinture

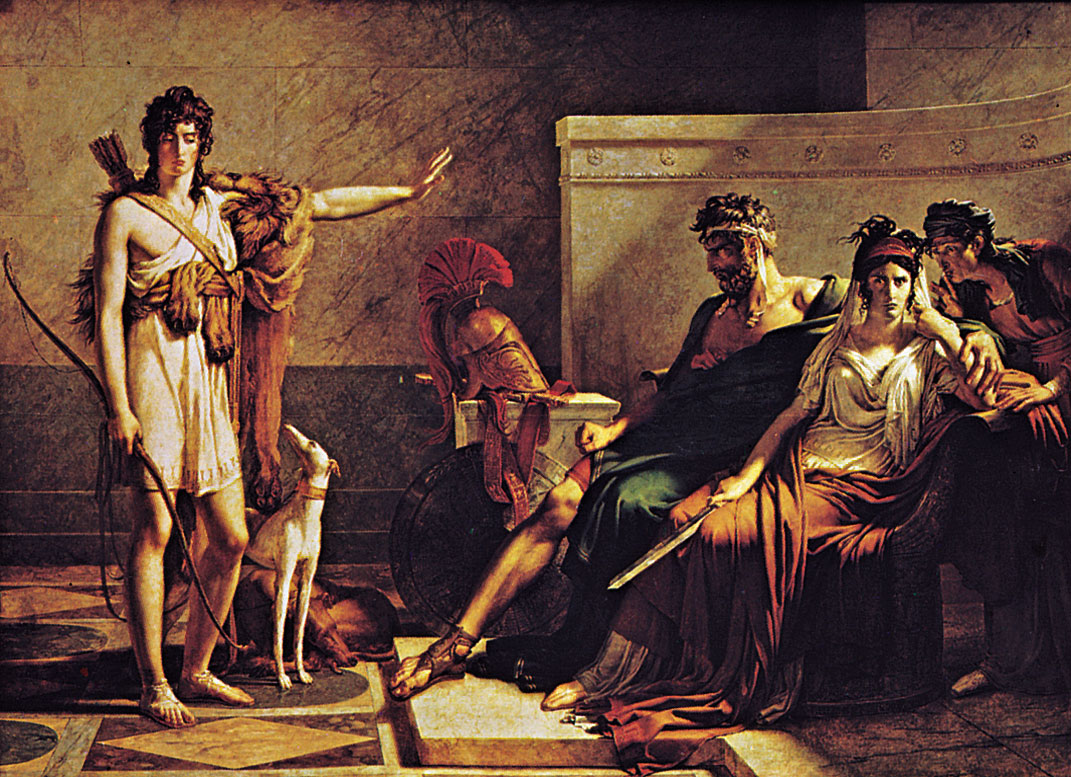
Phèdre et Hippolyte, par Pierre-Narcisse Guérin, 1802.

- Hippolyte part pour la chasse, Anonyme, fin XVIIe siècle, école italienne.
- Hippolyte, après l'aveu de sa belle-mère, Étienne-Barthélémy Garnier, 1849.
- Hippolyte et Phèdre, Pierre-Narcisse Guérin, 1802.

### Sources antiques
- Hippolyte, tragédie grecque d'Euripide
- De Officiis, traité de Cicéron (Livre I)
- Phèdre, tragédie latine de Sénèque